# Ethephon
Ethephon là hóa chất điều hòa sinh trưởng thực vật được sử dụng rộng rãi.
Trong thực vật, ethephon được chuyển hóa thành ethylen, là chất điều hòa sinh trưởng thực vật và thúc chín hiệu quả. Ethephon  thường được sử dụng trên  lúa mì, cà phê, thuốc lá, bông và lúa để thúc chín quả.
Ethephon cũng được sử dụng rộng rãi trên dứa để tạo chồi dứa cũng như tạo màu vàng đều cho quả dứa.